# ان‌جی‌سی ۳۱۷
ان‌جی‌سی ۳۱۷ (انگلیسی: NGC 317) یک جفت کهکشان برهم‌کنش متشکل از یک کهکشان عدسی شکل NGC 317A و یک کهکشان مارپیچی NGC 317B (همچنین با نام PGC 3445) در صورت فلکی آندرومدا قرار دارد. این جفت کهکشان در ۱ اکتبر ۱۸۸۵ توسط لوئیس سوئیفت کشف شد.